# Équipe de Tanzanie de football à la Coupe d'Afrique des nations 2019
L’équipe de Tanzanie de football participe à la coupe d'Afrique des nations 2019 organisée en Égypte du 21 juin au 19 juillet 2019. Elle est éliminée au premier tour, avec trois défaites en trois matchs.

## Qualifications
La Tanzanie est placée dans le groupe L des qualifications qui se déroulent du 9 juin 2017 au 24 mars 2019. Elle obtient sa qualification lors de la dernière journée.

### Résultats
| Rang | Équipe   | Pts | J | G | N | P | Bp | Bc | Diff |  | Résultats (▼ dom., ► ext.) |     |     |     |     |
| ---- | -------- | --- | - | - | - | - | -- | -- | ---- |  | -------------------------- | --- | --- | --- | --- |
| 1    | Ouganda  | 13  | 6 | 4 | 1 | 1 | 7  | 3  | +4   |  | Ouganda                    |     | 0-0 | 3-0 | 1-0 |
| 2    | Tanzanie | 8   | 6 | 2 | 2 | 2 | 6  | 5  | +1   |  | Tanzanie                   | 3-0 |     | 1-1 | 2-0 |
| 3    | Lesotho  | 6   | 6 | 1 | 3 | 3 | 3  | 7  | -4   |  | Lesotho                    | 0-2 | 1-0 |     | 1-1 |
| 4    | Cap-Vert | 5   | 6 | 1 | 2 | 3 | 4  | 5  | -1   |  | Cap-Vert                   | 0-1 | 3-0 | 0-0 |     |

| 10 juin 2017 | Tanzanie    | 1 - 1 | Lesotho  |                                                                        |                                                                        |
| 20h00 UTC+3  | Samatta 28e | (1-1) | 35e Tale | Benjamin Mkapa National Stadium, Dar es Salaam Arbitrage : Djamal Aden | Benjamin Mkapa National Stadium, Dar es Salaam Arbitrage : Djamal Aden |
| 20h00 UTC+3  | Rapport     |       |          | Benjamin Mkapa National Stadium, Dar es Salaam Arbitrage : Djamal Aden | Benjamin Mkapa National Stadium, Dar es Salaam Arbitrage : Djamal Aden |

| 8 septembre 2018 | Ouganda | 0 - 0 | Tanzanie |                                                                         |                                                                         |
| 16h00 (UTC+3)    |         | (0-0) |          | Mandela National Stadium, Kira Town (en) Arbitrage : Eric Otogo-Castane | Mandela National Stadium, Kira Town (en) Arbitrage : Eric Otogo-Castane |
| 16h00 (UTC+3)    | Rapport |       |          | Mandela National Stadium, Kira Town (en) Arbitrage : Eric Otogo-Castane | Mandela National Stadium, Kira Town (en) Arbitrage : Eric Otogo-Castane |

| 12 octobre 2018 | Cap-Vert                    | 3 - 0 | Tanzanie |                                 |                                 |
|                 | Gomes 16e 23e · Stopira 84e | (2-0) |          | Praia Arbitrage : Boubou Traoré | Praia Arbitrage : Boubou Traoré |
|                 | Rapport                     |       |          | Praia Arbitrage : Boubou Traoré | Praia Arbitrage : Boubou Traoré |

| 16 octobre 2018 | Tanzanie                      | 2 - 0   | Cap-Vert |                                                                                   |                                                                                   |
|                 | Simon Msuva 29e · Samatta 58e | (1 - 0) |          | Benjamin Mkapa National Stadium, Dar es Salaam Arbitrage : Souleiman Ahmed Djamal | Benjamin Mkapa National Stadium, Dar es Salaam Arbitrage : Souleiman Ahmed Djamal |
|                 | Rapport                       |         |          | Benjamin Mkapa National Stadium, Dar es Salaam Arbitrage : Souleiman Ahmed Djamal | Benjamin Mkapa National Stadium, Dar es Salaam Arbitrage : Souleiman Ahmed Djamal |

| 18 novembre 2018 | Lesotho       | 1 - 0 | Tanzanie |                                                      |                                                      |
|                  | Lerotholi 76e | (0-0) |          | Stade Setsoto, Maseru Arbitrage : Thierry Nkurunziza | Stade Setsoto, Maseru Arbitrage : Thierry Nkurunziza |
|                  | Rapport       |       |          | Stade Setsoto, Maseru Arbitrage : Thierry Nkurunziza | Stade Setsoto, Maseru Arbitrage : Thierry Nkurunziza |

| 24 mars 2019 | Tanzanie                                  | 3 - 0 | Ouganda |                                                                                      |                                                                                      |
|              | Msuva 21e · Nyoni 51e (pen.) · Morris 60e | (1-0) |         | Benjamin Mkapa National Stadium, Dar es Salaam Arbitrage : Eric Arnaud Otogo Castane | Benjamin Mkapa National Stadium, Dar es Salaam Arbitrage : Eric Arnaud Otogo Castane |
|              | Rapport                                   |       |         | Benjamin Mkapa National Stadium, Dar es Salaam Arbitrage : Eric Arnaud Otogo Castane | Benjamin Mkapa National Stadium, Dar es Salaam Arbitrage : Eric Arnaud Otogo Castane |

### Statistiques

#### Buteurs
| Buts | Joueurs                         |
| ---- | ------------------------------- |
| 2    | Mbwana Aly Samatta, Simon Msuva |
| 1    | Aggrey Morris, Erasto Nyoni     |

## Préparation
La Tanzanie dispute deux matchs de préparation. Elle s'incline face à l'Égypte (0-1) le 13 juin puis obtient un match nul face au Zimbabwe (1-1) le 16 juin.
| 13 juin 2019 | Égypte           | 1 - 0 | Tanzanie |                                |                                |
|              | el-Mohammadi 64e | (0-0) |          | Stade Borg Al Arab, Alexandrie | Stade Borg Al Arab, Alexandrie |

| 16 juin 2019 | Tanzanie | 1 - 1 | Zimbabwe |                                     |                                     |
|              | Samatta  | (0-1) | Mutizwa  | El Sekka El Hadid Stadium, Le Caire | El Sekka El Hadid Stadium, Le Caire |

## Compétition

### Tirage au sort
Le tirage au sort de la CAN se déroule 12 avril 2019 au Caire, face au Sphinx et aux Pyramides. 
La Tanzanie est placée dans le chapeau 4 en raison de son classement FIFA.
Le tirage au sort donne alors, comme adversaires des Tanzaniens, le Sénégal (chapeau 1, 23e au classement FIFA), l'Algérie (chapeau 2, 70e) et le Kenya (chapeau 3, 108e) dans le groupe C.

### Effectif
La sélection des 23 tanzaniens est dévoilée le 12 juin.

### Phase de poules
| Rang | Équipe   | Pts | J | G | N | P | Bp | Bc | Diff |  | Résultats (▼ dom., ► ext.) |     |     |     |     |
| ---- | -------- | --- | - | - | - | - | -- | -- | ---- |  | -------------------------- | --- | --- | --- | --- |
| 1    | Algérie  | 9   | 3 | 3 | 0 | 0 | 6  | 0  | +6   |  | Algérie                    |     | 1-0 | 2-0 | 3-0 |
| 2    | Sénégal  | 6   | 3 | 2 | 0 | 1 | 5  | 1  | +4   |  | Sénégal                    | 0-1 |     | 3-0 | 2-0 |
| 3    | Kenya    | 3   | 3 | 1 | 0 | 2 | 3  | 7  | -4   |  | Kenya                      | 0-2 | 0-3 |     | 3-2 |
| 4    | Tanzanie | 0   | 3 | 0 | 0 | 3 | 2  | 8  | -6   |  | Tanzanie                   | 0-3 | 0-2 | 2-3 |     |

     Équipe qualifiée ou victorieuse; Pts = points; J = joués; G = gagnés; N = nuls; P = perdus;
Bp = buts pour; Bc = buts contre; Diff = différence de buts
| 23 juin 2019 | Sénégal | 2 - 0   | Tanzanie                                         | Stade du 30 Juin, Le Caire |                         |
| 19h00 CAT    | Baldé 28e · Diatta 64e | (1-0)   |                                                  | Arbitrage : Sadok Selmi    | Arbitrage : Sadok Selmi |
| 19h00 CAT    | P. A. N'Diaye 14e | Rapport | 9e Salum · 35e Mao · 63e Msuva · 90e Ramadhani · | Arbitrage : Sadok Selmi    | Arbitrage : Sadok Selmi |
| 19h00 CAT    | Mendy - Wagué, Sabaly, Koulibaly, Sané (Kouyaté 23e) - P. A. N'Diaye, Sarr, Gueye, Baldé (Thioub 73e), Diatta - Niang (Konaté 83e) | Équipes |                                                  | Arbitrage : Sadok Selmi    | Arbitrage : Sadok Selmi |

| 27 juin 2019 | Kenya                                  | 3 - 2   | Tanzanie                     | Stade du 30 Juin, Le Caire                      |                                                 |
| 22h00 CAT    | Olunga 39e · Omolo 62e · Olunga 80e    | (1 - 2) | 6e Msuva · 40e Aly Samatta   | Spectateurs : 7 233 Arbitrage : Ahmad Heeralall | Spectateurs : 7 233 Arbitrage : Ahmad Heeralall |
| 22h00 CAT    | Omolo 24e · Wanyama 56e · Matasi 90+3e | Rapport | 29e Mwantika · 49e Ramadhani | Spectateurs : 7 233 Arbitrage : Ahmad Heeralall | Spectateurs : 7 233 Arbitrage : Ahmad Heeralall |

| 1er juillet 2019 | Tanzanie   | 0 - 3   | Algérie                       | Stade Al Salam, Le Caire          |                                   |
| 21h00 CAT        |            | (0 - 3) | 31e Slimani · 34e 45+1e Ounas | Arbitrage : Andofetra Rakotojaona | Arbitrage : Andofetra Rakotojaona |
| 21h00 CAT        | Yussuf 47e | Rapport | Boudaoui 74e · Halliche 77e   | Arbitrage : Andofetra Rakotojaona | Arbitrage : Andofetra Rakotojaona |

### Statistiques

#### Buteurs
| Buts | Joueurs            | Adversaires |
| ---- | ------------------ | ----------- |
| 1    | Simon Msuva        | Kenya       |
| 1    | Mbwana Aly Samatta | Kenya       |

## Aspects socio-économiques

### Primes
Afin de récompenser les joueurs pour la qualification, la deuxième de la sélection après celle de 1980, le président John Magufuli leur offre une parcelle de terre chacun à Dodoma.